# Florestas do Interior da Bahia
As Florestas do Interior da Bahia constituem uma ecorregião definida pelo WWF no domínio da Mata Atlântica brasileira. Trata-se de uma das ecorregiões mais desmatadas da Mata Atlântica, e possui uma biodiversidade pouco conhecida. Existem duas unidades de conservação muito importantes, localizadas em Minas Gerais: o Parque Estadual do Rio Doce e a Reserva Biológica da Mata Escura.

## Caracterização
Estende-se desde o interior da Bahia, Espírito Santo até o Rio de Janeiro, cobrindo todo o leste do estado de Minas Gerais. A vegetação que mais caracteriza essa ecorregião é a floresta estacional semidecidual, entretanto, existe uma enorme variedade  fitofisionomias, com áreas mais úmidas e mais secas, dependendo da região. Geralmente, existe um período mais seco que varia de 3 a 5 meses ao ano.

## Fauna

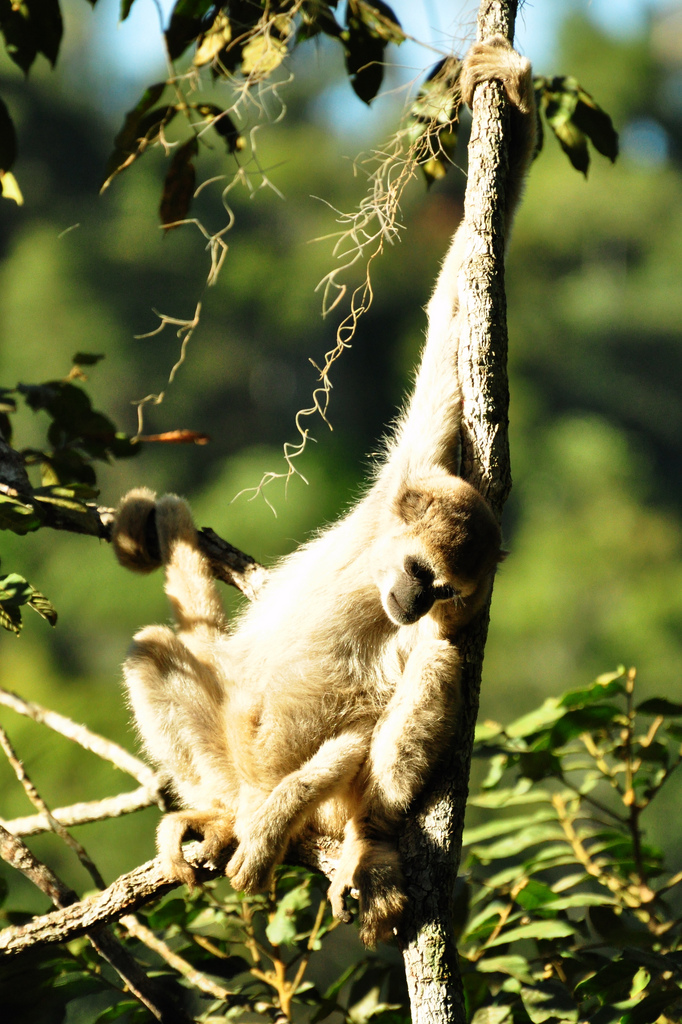
O muriqui-do-norte é uma espécie ameaçada das Florestas do interior da Bahia.

A fauna é relativamente pouco conhecida, com uma série de espécies endêmicas de primatas, como o muriqui-do-norte.

## Conservação
É uma das ecorregiões mais modificadas pelo homem, com a maior parte dos remanescentes de floresta com menos de 10 km². Apenas duas unidades de conservação possuem tamanho significativo para estratégias de conservação da biodiversidade: o Parque Estadual do Rio Doce (com cerca de 360 km²) e a Reserva Biológica da Mata Escura (com cerca de 540 km²). Ambas encontram-se relativamente isoladas no leste e nordeste do estado de Minas Gerais, respectivamente.